# 오색거친털쥐
오색거친털쥐(Neacomys pictus)는 비단털쥐과 거친털쥐속에 속하는 설치류이다. 파나마에서만 발견된다.

## 분포 및 서식지
해발 550m와 800m 사이의 파나마 동쪽 끝 지역에서 발견된다. 독거 생활을 하는 야행성 동물로 추정된다. 자연 서식지는 상록수림이 낮은 경계를 이루는 초원과 관목 지대이다.